# Camille (cantante 2001)
Camille Dhont, nota semplicemente come Camille (Wevelgem, 12 giugno 2001), è una cantante e attrice belga.

## Biografia
Originaria di Wevelgem, Camille è divenuta nota a livello nazionale dopo aver ottenuto il ruolo di protagonista nella serie TV #LikeMe. Con il cast ha imbarcato una tournée nella regione fiamminga durante la prima metà del 2019, tenendo un concerto presso la Lotto Arena di Anversa. Grazie alla sua popolarità ha ricevuto il Kids' Choice Award al miglior talento rivelazione belga o olandese, oltre a risultare l'artista più premiata con due statuette alla gala dei premi Gouden K.
Nel giugno 2020 ha iniziato a lavorare per il gruppo belga della CNR Music, rendendo disponibile Vergeet de tijd, che è divenuta una hit nelle Fiandre, fermandosi in 4ª posizione nella Singles Top 50 e conseguendo la certificazione di platino con oltre 20 000 unità vendute. Vechter, una cover in olandese di Million Reasons, è stato certificato platino dalla Belgian Entertainment Association ed è stato il suo secondo ingresso in top ten.
Nel 2021 viene presentato il suo primo album in studio Vuurwerk, numero uno nella classifica dischi fiamminga, promosso con un concerto alla Lotto Arena l'anno seguente. Il disco, che le ha permesso di ricevere tre nomination ai Music Industry Award e due candidature ai Gouden K, contiene anche il singolo omonimo, certificato doppio platino e che ha segnato la sua terza top ten nella hit parade delle Fiandre. Diamant e Geen tranen meer over, uscite nel 2022, hanno entrambe scalato la stessa graduatoria fino alla top five.

## Discografia

### Album in studio
- 2021 – Vuurwerk
- 2022 – SOS
- 2023 – Magie

### Raccolte
- 2024 – Karaoke Hits

### Singoli
- 2020 – Vergeet de tijd (con Regi)
- 2020 – Vechter (con Regi)
- 2021 – Vuurwerk
- 2021 – Broos maar onbreekbaar
- 2022 – Diamant
- 2022 – Lift U Up/Hou vol
- 2022 – Blauwen dag
- 2022 – Hé jij
- 2022 – Niets houdt me tegen
- 2022 – Verliefd
- 2022 – Gebarsten hart
- 2022 – Beter zo
- 2022 – Geen tranen meer over
- 2022 – Licht
- 2023 – Feuerwerk
- 2023 – Rihanna
- 2023 – Ademnood
- 2024 – Insomnia
- 2024 – Oeh la la la
- 2025 – Ingewikkeld
- 2025 – Oostende